# کنوانسیون بین‌المللی حمایت از پرندگان
کنوانسیون بین‌المللی حمایت از پرندگان (به فرانسوی: Convention internationale sur la protect (des) oiseaux) یک پیمان رفاه جانوران است که در ۱۸ اکتبر ۱۹۵۰ در پاریس امضا شد، در سال ۱۹۵۳ توسط اتریش، فرانسه، یونان و موناکو به تصویب رسید. در ۱۷ ژانویه ۱۹۶۳ برای ۱۳ کشور اروپایی لازم‌الاجرا شد. این کنوانسیون از کنوانسیون بین‌المللی حمایت از پرندگان مفید برای کشاورزی پیروی کرد که در ۱۹ مارس ۱۹۰۲ در پاریس امضا شد (که همچنان مؤثر است، اما توسط پیمان‌های بعدی کاملاً منسوخ شده‌است). به همه گونه‌های پرندگان گسترش می‌یابد. متن این پیمان نخستین بار در ۱ سپتامبر ۱۹۷۳ و بار دوم در ۳۰ مارس ۲۰۱۶ اصلاح شد